# Kazamaura
Kazamaura (風間浦村, Kazamaura-mura) est un village situé dans le district de Shimokita (préfecture d'Aomori), au Japon.

## Géographie

### Démographie
Kazamaura comptait 2 550 habitants lors du recensement du 30 avril 2014.